# Wasigny
Wasigny ist eine französische Gemeinde mit 280 Einwohnern (Stand: 1. Januar 2022) im Département Ardennes in der Region Grand Est (bis 2015 Champagne-Ardenne). Sie gehört zum Arrondissement Rethel und zum Gemeindeverband Crêtes Préardennaises.

## Geografie
Die Gemeinde Wasigny liegt am Fluss Vaux und seinem Zufluss Draize, etwa 15 Kilometer nördlich von Rethel und etwa 28 Kilometer südwestlich von Charleville-Mézières im Hügelland südlich der Ardennen. Das 9,98 km² große Gemeindegebiet ist durch Äcker und Wiesen geprägt, im Norden der Gemeinde finden sich kleinere Au- und Hangwaldreste sowie der Forst Bois Blanc. Im Westen hat Wasigny einen Waldanteil am Forêt Domaniale de Fauvermont, der als Naturschutzgebiet ausgewiesen ist. Umgeben wird Wasigny von den Nachbargemeinden La Neuville-lès-Wasigny im Norden, Grandchamp im Nordosten, Mesmont im Osten, Sery im Südosten, Justine-Herbigny im Süden, Doumely-Bégny im Westen sowie Draize im Nordwesten. Zur Gemeinde Wasigny zählen neben dem Dorf Wasigny die Ortsteile La Briqueterie und Le Moulin Vautier.

## Bevölkerungsentwicklung
| Jahr      | 1962 | 1968 | 1975 | 1982 | 1990 | 1999 | 2006 | 2012 | 2022 |
| --------- | ---- | ---- | ---- | ---- | ---- | ---- | ---- | ---- | ---- |
| Einwohner | 535  | 494  | 406  | 345  | 331  | 319  | 345  | 374  | 280  |

Im Jahr 1851 wurde mit 1141 Bewohnern die bisher höchste Einwohnerzahl ermittelt. Die Zahlen basieren auf den Daten von cassini.ehess und INSEE.

## Sehenswürdigkeiten
- Kirche Saint-Rémi
- Markthalle Wasigny, überdachter Markt aus dem 15. Jahrhundert, Monument historique[3]
- Schloss aus dem 17. und 18. Jahrhundert, Monument historique[4]
- Fachwerkhäuser, von denen eines mit Holzveranda als Monument historique ausgewiesen ist[5]
- zwei Lavoirs
- Croix Choisy und weiteres Flurkreuz

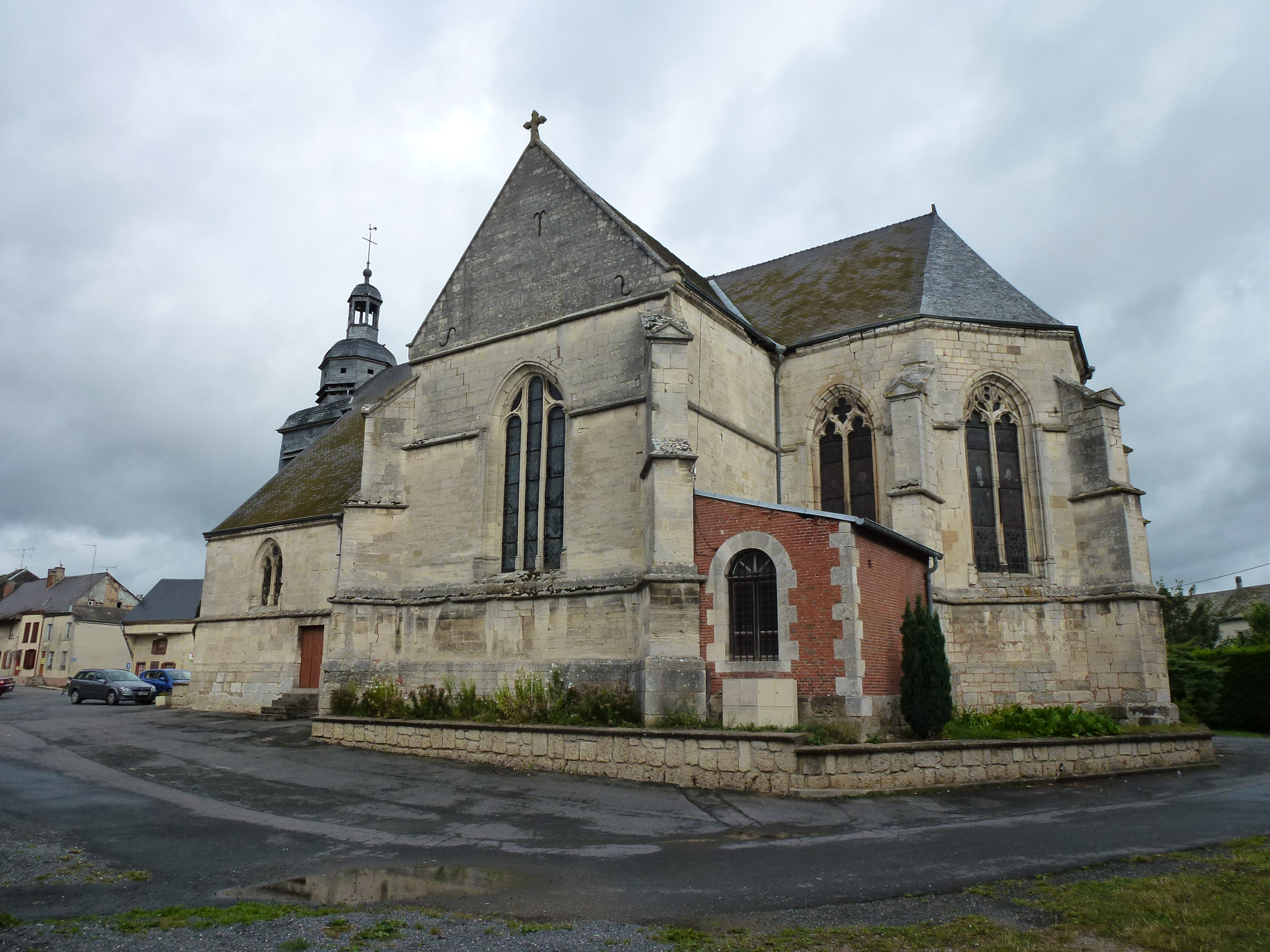
Kirche Saint-Rémi
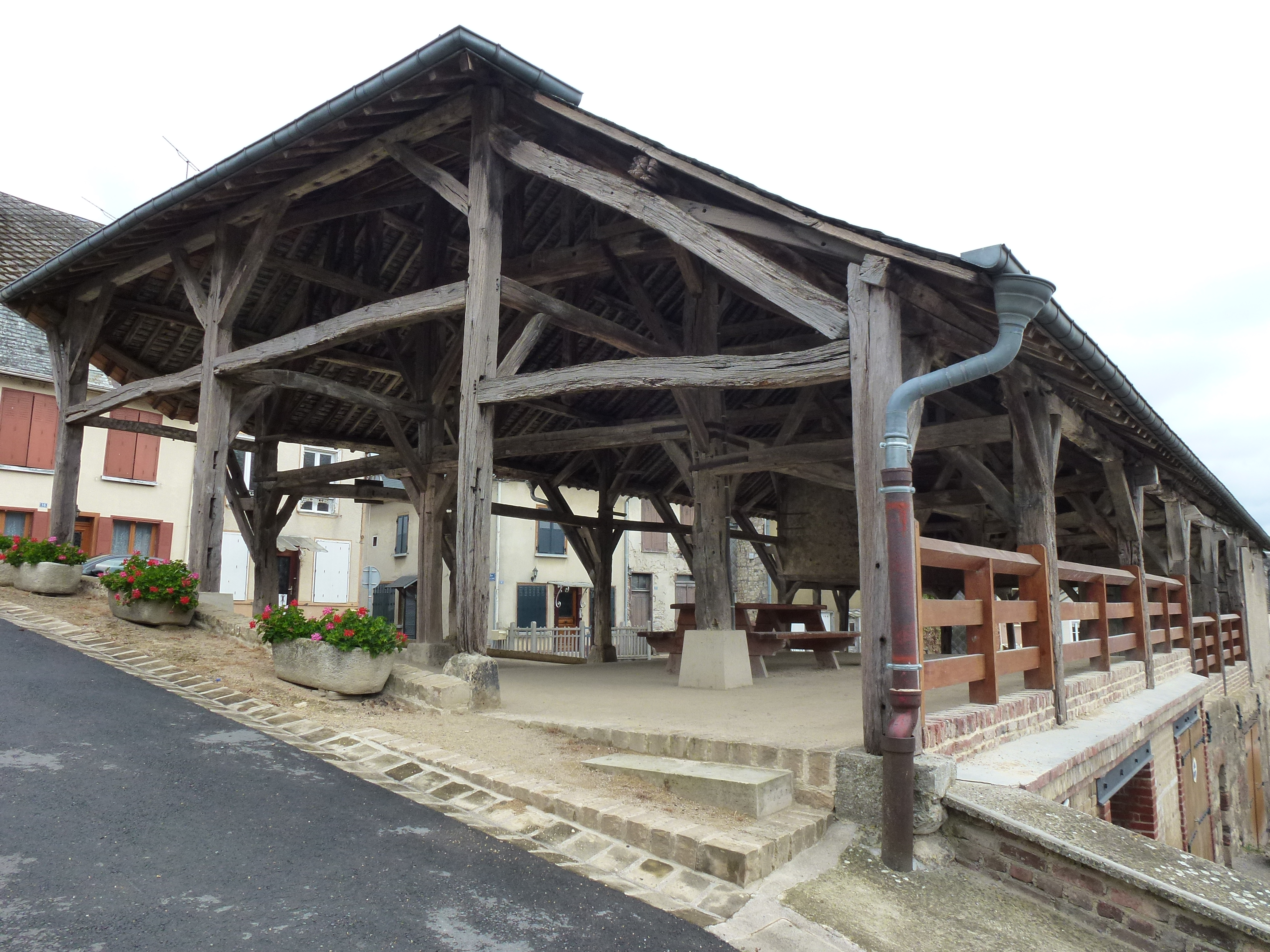
Markthalle Wasigny
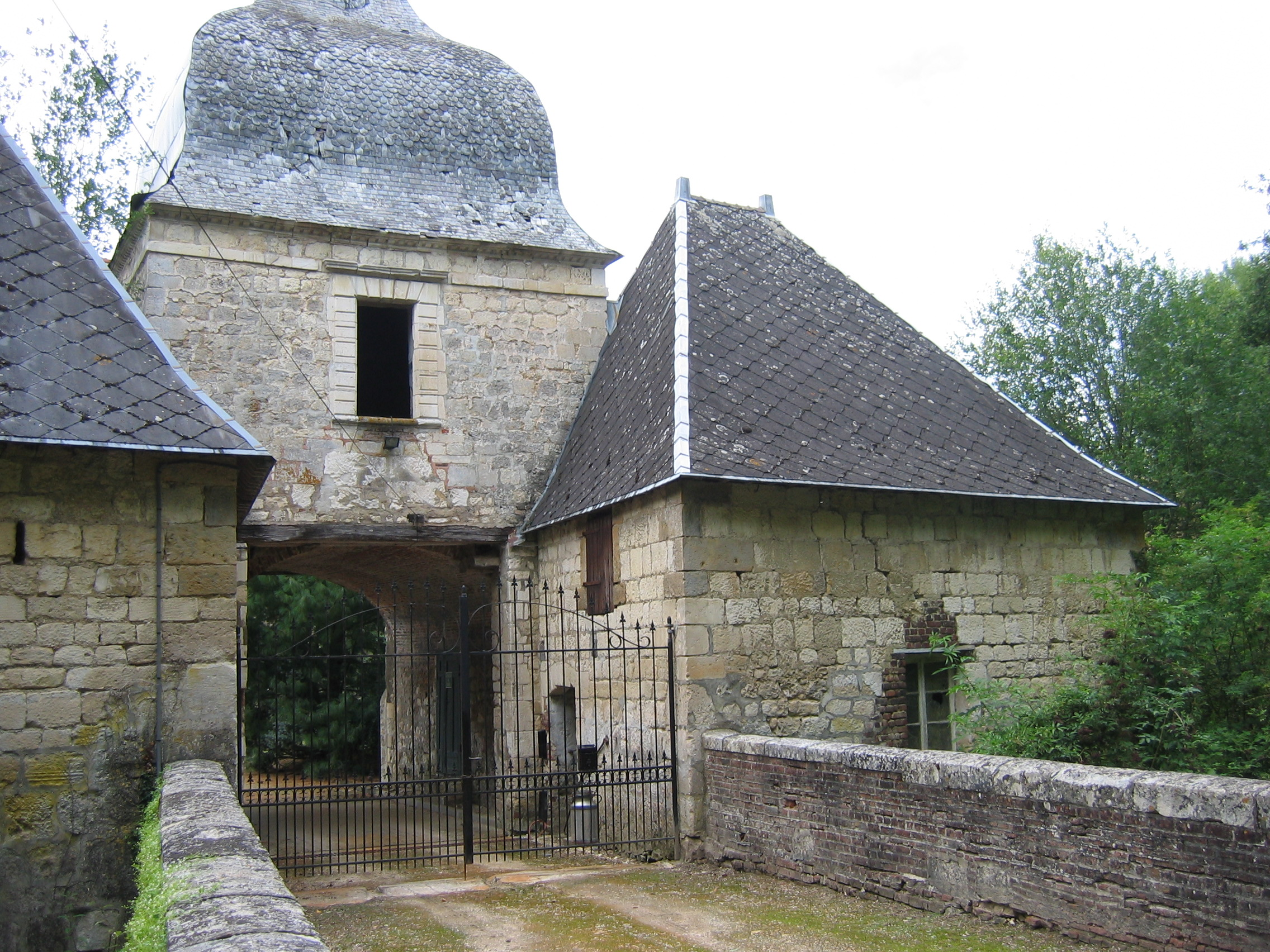
Eingang zum Schloss Wasigny
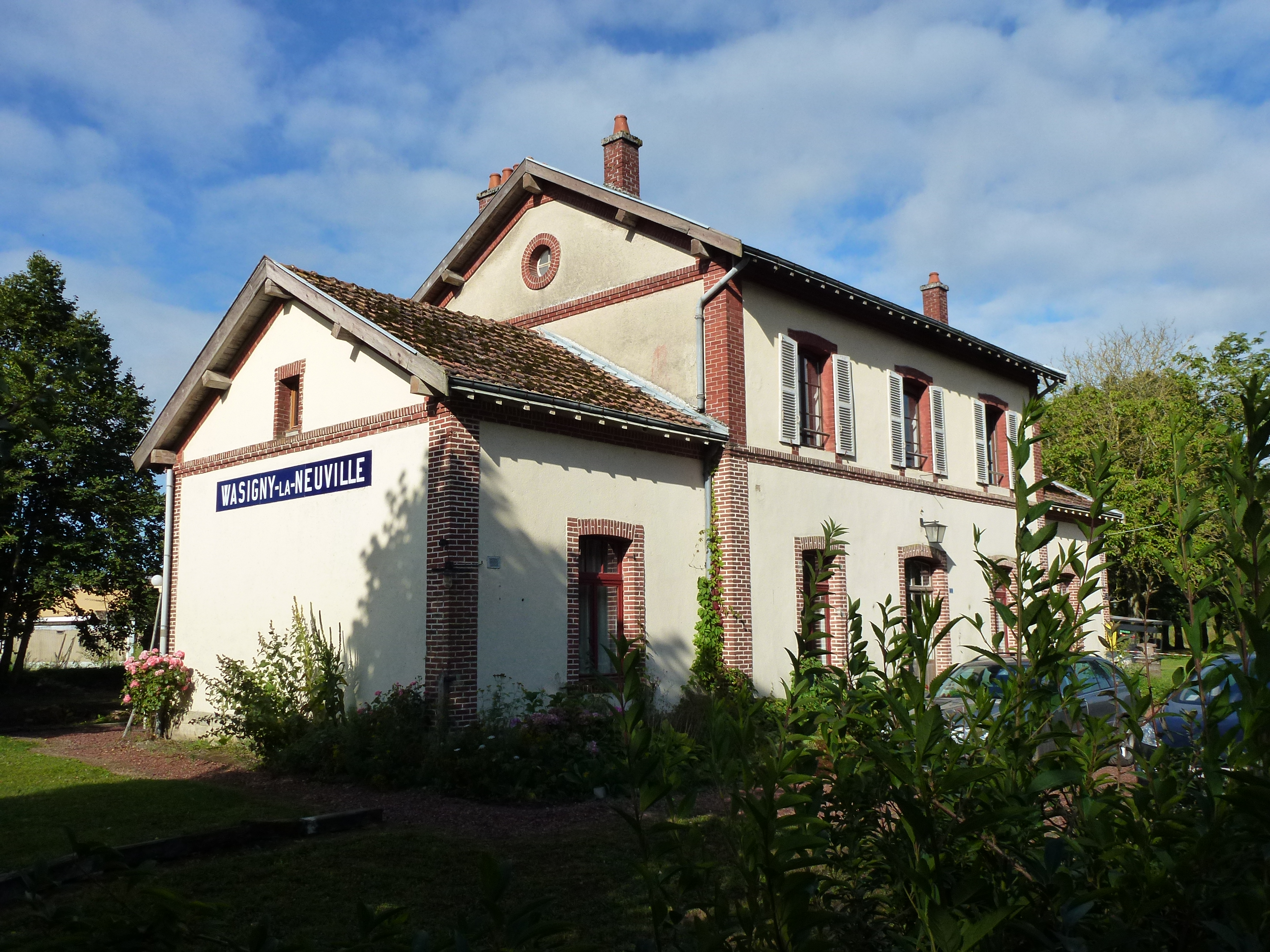
Ehemaliger Bahnhof Wasigny-la-Neuville

## Wirtschaft und Infrastruktur
Wasigny ist landwirtschaftlich geprägt. In der Gemeinde sind 14 Landwirte (Getreide- und Gemüseanbau, Rinderzucht) ansässig.
Die Gemeinde Wasigny liegt abseits der überregional wichtigen Verkehrswege. Schmale Landstraßen führen von Wasigny in alle Nachbargemeinden. 13 Kilometer südöstlich von Wasigny besteht ein Anschluss an die Autoroute A34. Früher war Wasigny ein wichtiger Bahnverkehrsknotenpunkt mit einem Bahnhof an der Normalspurstrecke nach Amagne und Liart sowie an den Meterspurstrecken nach Mézières und nach Wasigny–Renneville/Berlise der Chemins de fer départementaux des Ardennes.

## Persönlichkeiten
- Paul Rivet (* 7. Mai 1876 in Wasigny; † 21. März 1958 in Paris), französischer Ethnologe und Arzt

## Belege
1. ↑  Wasigny auf cassini.ehess
2. ↑  Wasigny auf INSEE
3. ↑  Eintrag Nr. PA00078549 in der Base Mérimée des französischen Kulturministeriums (französisch)
4. ↑  Eintrag Nr. PA00078548 in der Base Mérimée des französischen Kulturministeriums (französisch)
5. ↑  Baudenkmäler in Wasigny auf communes.com
6. ↑  Landwirtschaftsbetriebe auf annuaire-mairie.fr